# TIC
TIC（ティーアイシー）は、宮城県仙台市青葉区一番町にある再開発ビル。通称は「TICビル」だが、かつて当地にあった商店街に由来する「東一センタービル」の名称でも呼ばれる。

## 沿革
2006年（平成18年）
- 8月、60数店の飲食店や小売店がひしめき合う「東一連鎖街」（東一センター）において、土地を所有する仙台東一センター商業協同組合が同地を再開発することを決め、賃貸借契約を交わしている店舗経営者らに契約解除と6ヶ月以内の店舗明け渡しを求める文書を送付した[1][2]。営業権を所有する組合員のうち約40人は、再開発計画に同意[1]。

2007年（平成19年）
- 2月、賃貸借契約の解約が成立[2]。
- 7月31日、「東一連鎖街」の再開発を進める「東一センタービル株式会社」（旧・仙台東一センター商業協同組合）が、立ち退きを拒否している店舗の経営者ら11人に、店舗の明け渡しと立ち退き拒否によるビル賃料の逸失利益（250万円/月）などの賠償を求める訴えを同日までに仙台地方裁判所に起こした[2]。
- 8月1日、2009年（平成21年）2月28日の完成を目指して、（仮称）「東一センタービル」の新築工事が着工[2]（ただし、立ち退きが済んでいなかったため、実際には工事を休止）。

2008年（平成20年）
- 3月、「東一センタービル株式会社」と、立ち退きを拒んでいた店舗経営者との間で、面積や年数などに応じて1店につき数百万円から1500万円までの補償料の支払いを行うことが決まり、4月までの全店舗立ち退きが合意された[3]。

2009年（平成21年）
- 12月10日、TIC竣工。

2011年（平成23年）
- 3月11日、東北地方太平洋沖地震（東日本大震災）が発生。
- 4月8日、Rensaの杮落としが延期。
- 4月29日、震災復興キックオフデーに合わせてRensaが杮落とし。

## 入居テナント

### 現在
| 階    | テナント名                                                                                       | 備考                            |
| ----- | ------------------------------------------------------------------------------------------------ | ------------------------------- |
| 8 (R) | 自転車・バイク駐輪場                                                                             | 1階から直通の専用エレベータあり |
| 7     | ライブホールRensa                                                                                |                                 |
| 6     | 宮城県赤十字血液センター 「杜の都献血ルームAOBA」                                                |                                 |
| 5     | 一番町健診クリニック メンズフロア                                                                |                                 |
| 4     | 一番町健診クリニック レディースフロア                                                            |                                 |
| 3     | グラン・スポール エグゼ一番町                                                                    |                                 |
| 2     | キャンドゥ 美容室 Lyri                                                                           |                                 |
| 1     | ツルハドラッグ タカノクリーニング アベ模型・阿部電気 COFFEE&TOY さかえや トウ・エンジェル ひさご |                                 |
| B1    | 業務スーパー                                                                                     |                                 |

### 過去
- 1階：早坂サイクル一番町店（期間限定出店、2009年12月19日～2010年2月21日）
- 地下1階：フレッシュフードモリヤ一番町店（2007年12月～2010年8月1日）

## アクセス
- 鉄道
  - 仙台市地下鉄南北線・勾当台公園駅南2出入口より徒歩2分
  - 仙台市地下鉄南北線・広瀬通駅西5出入口より徒歩6分
  - JR仙台駅西口より徒歩18分
- 自転車・バイク
  - 8階に駐輪場あり。